# 유아사 마코토
유아사 마코토(湯浅誠, 1969년 ~ )는 일본의 반 빈곤 운동가이자. 자립 생활 지원센터 모야이의 사무총장이며 반빈곤 네트워크 사무국장, 내각부참여(조언자)이다.
2008년 도쿄 히비야 공원에서 열린 파견촌의 촌장을 맡아 유명해졌다. 1989년 도쿄 대학 교양학부문과류에 입학하여 1995년 동경대학 법학부를 졸업했다. 1996년 도쿄 대학 대학원 법학정치학연구과에 입학하여 2003년 자퇴한 후 반빈곤 운동에 투신한다. 민주당이 집권한 후 간 나오토 수상 내각에 들어갔으나 100여일 만에 사임했다. 2010년 5월 동일 직책으로 재임명되었다. 2011년 일본 동북부 대지진이 발생한 후 내각 관방 지진 자원봉사 협력실장에 취임했다.
일본의 반빈곤 활동가로 유명한 마쓰모토 하지메나 아마미야 카린과 달리 시민 운동가의 위치에서 벗어나 직접 정부에 참여하고 있다. 유아사 마코토는 정부에 참여한 후로 관료들의 저항에 직면했으나 일본 국내의 빈곤률과 포착률을 발표하는 성과를 거뒀다고 말한다.
2014년부터 호세이 대학 교수를 역임하고 있다.

## 새해맞이 파견촌
2008년 12월 31일부터 2009년 1월 5일에 걸쳐 도쿄 중심지에 위치한 히비야 공원에서 이루어진 시위 성격의 활동이다. 유아사 마코토가 파견촌의 촌장을 맡았다. 언론과 정당의 대대적인 관심을 받았던 이 활동은 연말에 직장을 잃게 된 파견 근로자들을 위해 밥을 짓는 활동인 '타기다시'에서 비롯되었다. 12월 25일에 새해맞이 파견촌의 홈페이지가 개설되고, 29일에 파견촌의 설립이 널리 알려졌을 정도로 새해맞이 파견촌은 계획에서 실행까지 급속도로 진행되었다.
파견촌이 열리는 동안 자원봉사자가 1,692명 등록하였고, 후원금이 2,315만엔이 들어올 정도로 엄청난 사회적 성과를 얻었다. 이후 파견촌 내에서 생활지원보호를 신청받아 240명이 생활 지원 보호 대상이 되었다. 그간 일본의 생활 지원 보호 신청이 확대보다는 억제에 더 초점이 맞추어져왔다는 상황을 감안하면 매우 파격적인 행정 변화라 할 수 있다.

## 국내 참여 행사
자립 토크쑈
- 일시 : 2011년 9월 28일~29일
- 주최 : 일본 반빈곤네트워크, 수도권 청년유니온
- 참여 : 유아사 마코토, 카와조에 마코토, 김민수, 단편선, 만행, 김이경, 꿈꾸는 슬리퍼

## 저서
- 빈곤에 맞서다(이성재 번역, 검둥소, 2009년 11월) - ISBN 978-89-8040-343-1
- 덤벼라, 빈곤(김은진 번역, 찰리북, 2010년 10월) - ISBN 978-89-94368-02-3